# Hitrostno drsanje na Zimskih olimpijskih igrah 1984
Hitrostno drsanje na Zimskih olimpijskih igrah 1984.

## Dobitniki medalj

### Moški
| Tekma   | Zlato           | Srebro            | Bron               |
| 500 m   | Sergej Fokičev  | Jošihiro Kitazava | Gaétan Boucher     |
| 1000 m  | Gaétan Boucher  | Sergej Hlebnikov  | Kai Arne Engelstad |
| 1500 m  | Gaétan Boucher  | Sergej Hlebnikov  | Oleg Božev         |
| 5000 m  | Tomas Gustafson | Igor Malkov       | René Schöfisch     |
| 10000 m | Igor Malkov     | Tomas Gustafson   | René Schöfisch     |

### Ženske
| Tekma  | Zlato                | Srebro        | Bron                |
| 500 m  | Christa Rothenburger | Karin Enke    | Natalija Glebova    |
| 1000 m | Karin Enke           | Andrea Schöne | Natalija Petrusjova |
| 1500 m | Karin Enke           | Andrea Schöne | Natalija Petrusjova |
| 3000 m | Andrea Schöne        | Karin Enke    | Gabi Schönbrunn     |